# روابط اسرائیل و ویتنام
روابط ویتنام و اسرائیل (به ویتنامی: Mối quan hệ giữa Israel và Việt Nam. به عبری: יחסי ישראל-וייטנאם Yechasei Yisrael-Vietnam) روابط دیپلماتیک، فرهنگی و اقتصادی بین دولت اسرائیل و جمهوری سوسیالیست ویتنام است. ویتنام و اسرائیل در ۱۲ ژوئیه ۱۹۹۳ روابط دیپلماتیک برقرار کردند و به دنبال آن اسرائیل در دسامبر ۱۹۹۳ سفارت مقیم خود را در هانوی گشود. سفیر کنونی ویتنام در اسرائیل دو مین هونگ است که از ژانویه ۲۰۱۹ به این سمت منصوب شده‌است. وی در خارج از سفارت ویتنام در تل آویو فعالیت می‌کند. روابط بین دو ملت به‌طور کلی دوستانه و پایدار است. ویتنام علاقه خود را برای تقویت روابط دفاعی با اسرائیل ابراز داشته‌است. همچنین ویتنامی‌های زیادی در اسرائیل کار می‌کنند و اسرائیل نیز چندین بار کمک‌های بشردوستانه به ویتنام فرستاده‌است. براساس گزارش‌ها، حدود ۲۰۰۰ دانش آموز ویتنامی در اسرائیل تحصیل می‌کنند. اسرائیل و ویتنام همچنین در زمینه‌هایی مانند کشاورزی، فناوری اطلاعات و بیوتکنولوژی همکاری می‌کنند و تبادلات فرهنگی بین دو کشور کاملاً گسترده‌است.

## تاریخ
در سال ۱۹۴۶، نخست‌وزیر آینده اسرائیل، دیوید بن گوریون و رئیس دفتر سیاسی ویتنام شمالی، هو شی مین، در یک هتل پاریس اقامت کردند و بسیار دوستانه رفتار کردند. هوشی مین به بن گوریون یک خانه تبعیدی یهودی در ویتنام پیشنهاد داد. بن گوریون این پیشنهاد را رد کرد و به هوشی مین گفت: «من اطمینان دارم که قادر خواهیم بود یک دولت یهودی در فلسطین ایجاد کنیم.»
از سال ۱۹۷۷ تا ۱۹۷۹، دولت اسرائیل تقریباً به ۳۶۰ پناهنده ویتنامی اجازه ورود به این کشور را داد. مشهورترین عملیات نجات در ۱۰ ژوئن ۱۹۷۷ صورت گرفت که در آن یک کشتی باری اسرائیلی به نام یووالی که در مسیر تایوان بود، مسافران را مشاهده کرد.
ویتنام و اسرائیل در ۱۲ ژوئیه ۱۹۹۳ روابط دیپلماتیک برقرار کردند. اسرائیل در دسامبر ۱۹۹۳ سفارت مقیم خود را در هانوی گشود و دیوید ماتای به عنوان اولین سفیر در ویتنام منصوب شد.
از زمان برقراری روابط دیپلماتیک، دو کشور به‌طور مکرر دیدارهای متقابل در سطوح مختلف داشته و روابط در زمینه‌هایی مانند تجارت، آموزش، فرهنگ، همکاری‌های فناوری و کشاورزی را تقویت کرده‌اند. بازدیدهایی که توسط دولت اسرائیل ترتیب داده شده بود شامل بازدید هیئت‌هایی متشکل از کارآفرینان و بازرگانان، گروه‌های دانشگاهی، روزنامه نگاران، هنرمندان و موسیقیدانان، کارگران حقوقی و دیگران بود.

## همکاری نظامی

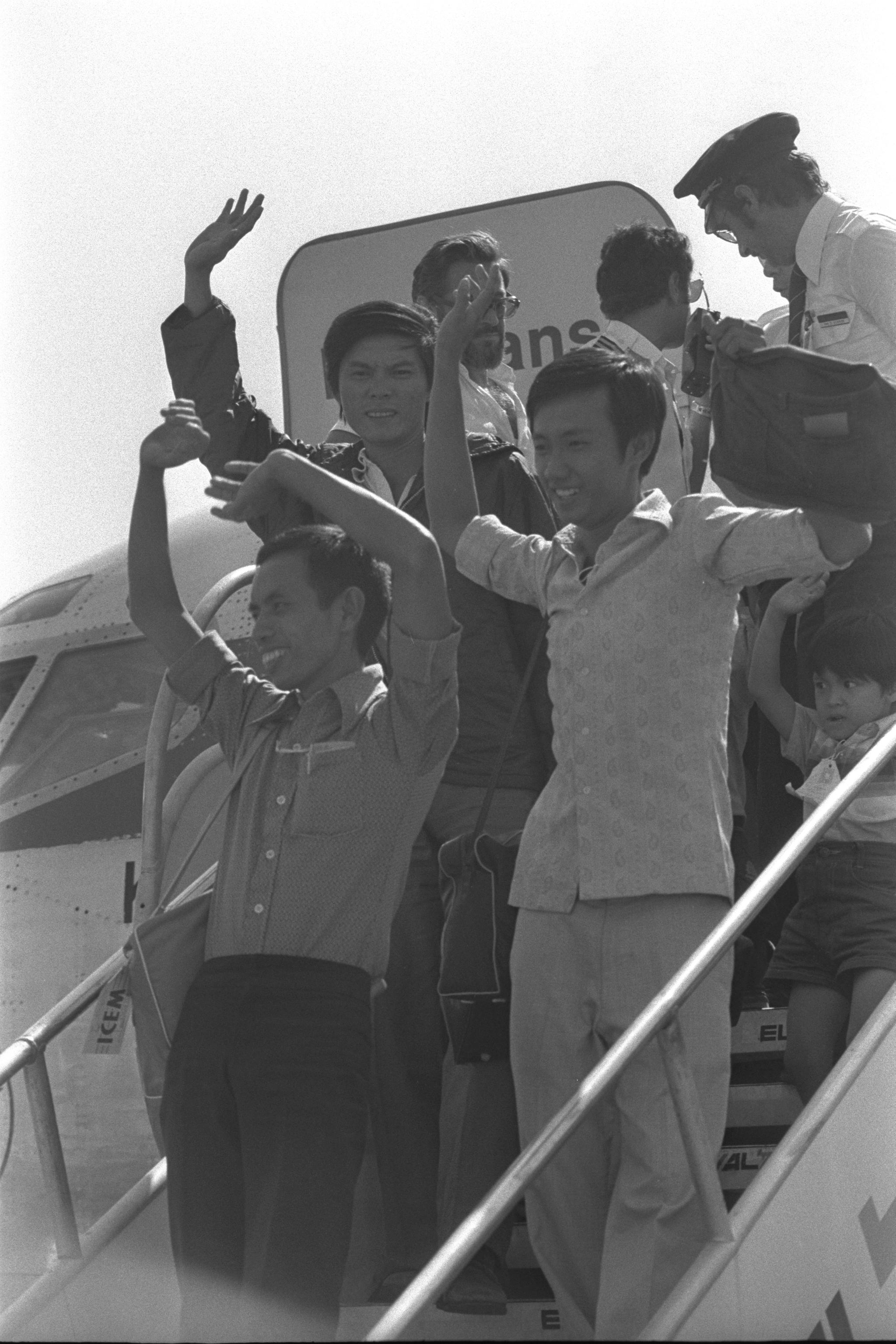
پناهجویان ویتنامی پس از نجات توسط کشتی باری اسرائیلی در آب‌های جنوب شرقی آسیا با خوشحالی در برابر موج استقبال در فرودگاه بن گوریون، در حال پیاده شدن از هواپیمایی لوفت‌هانزا دست تکان می‌دهند.

بسیاری از کارشناسان نظامی اسرائیل تحت تأثیر توسعه ارتش ویتنام و تجهیزات آن قرار گرفته‌اند که منجر به ایجاد روابط عمیق‌تر با ارتش خلق ویتنام توسط دولت اسرائیل و نیروهای دفاعی اسرائیل شده‌است. اولین مأموریت نظامی اسرائیل به ویتنام در سالهای ۲۰۱۲ تا ۲۰۱۳ آغاز شد. دولت ویتنام به ابراز علاقه خود برای همکاری بیشتر و حتی تمرینات نظامی بین دو کشور ادامه می‌دهد. تا سال ۲۰۲۰، ویتنام به عنوان خریدار اصلی سلاح و سیستم نظارت اسرائیلی در کنار هند و جمهوری آذربایجان ظاهر شد و همچنین تنها کشور جنوب شرقی آسیا است که دارای یک کارخانه تولید اسلحه در اسرائیل است، که به دلیل وحشتناک بودن حقوق بشر ویتنام باعث محکومیت و انتقاد در اسرائیل شده‌است.

## پیوندهای فرهنگی
در سال ۲۰۱۴، ویتنام به مناسبت ۲۰ سالگی روابط دیپلماتیک بین دو کشور، جشنواره فیلم اسرائیل را برگزار کرد.
شمار زیادی از کتابهای اسرائیلی به ویتنامی ترجمه شده‌اند.